# Giannīs Athanasoulas
Iōannīs Athanasoulas, detto Giannīs (in greco Ιωάννης "Γιάννης" Αθανασούλας?; Salonicco, 21 gennaio 1987), è un cestista greco.